# To Drink from the Night Itself
To Drink from the Night Itself es el sexto álbum de estudio de la banda sueca de death metal melódico At the Gates, el cual fue lanzado el 18 de mayo de 2018 a través de Century Media. Es el primer álbum en contar con el guitarrista Jonas Stålhammar y el primero sin el uitarrista fundador Anders Björler, quien salió de la banda en marzo de 2017.

## Recepción
Este álbum recibió críticas generalmente favorables. Metacritic otorgó al álbum un puntaje de 78 basado en 5 reseñas.

### Premios
| Publicación | Lista                           | Puesto | Ref.  |
| ----------- | ------------------------------- | ------ | ----- |
| Decibel     | Decibel's Top 40 Albums of 2018 | 11     | [ 5 ] |

## Lista de canciones
Todas las letras escritas por Tomas Lindberg, toda la música compuesta por Jonas Björler. 
| N.º | Título                           | Duración |  |
| 1.  | «Der Widerstand» (instrumental)  | 1:28     |  |
| 2.  | «To Drink from the Night Itself» | 3:23     |  |
| 3.  | «A Stare Bound in Stone»         | 4:08     |  |
| 4.  | «Palace of Lepers»               | 4:05     |  |
| 5.  | «Daggers of Black Haze»          | 4:42     |  |
| 6.  | «The Chasm»                      | 3:21     |  |
| 7.  | «In Nameless Sleep»              | 3:37     |  |
| 8.  | «The Colours of the Beast»       | 3:50     |  |
| 9.  | «A Labyrinth of Tombs»           | 3:30     |  |
| 10. | «Seas of Starvation»             | 3:56     |  |
| 11. | «In Death They Shall Burn»       | 3:59     |  |
| 12. | «The Mirror Black»               | 4:42     |  |

Canciones extra de la edición limitada
| Limited Mediabook Edition bonus CD |                                                      |          |  |
| N.º                                | Título                                               | Duración |  |
| 1.                                 | «Daggers of Black Haze» (feat. Rob Miller)           | 4:47     |  |
| 2.                                 | «The Chasm» (feat. Per Boder)                        | 3:21     |  |
| 3.                                 | «A Labyrinth of Tombs» (feat. Mikael Nox Pettersson) | 3:32     |  |
| 4.                                 | «The Chasm» (demo)                                   | 3:21     |  |
| 5.                                 | «The Mirror Black» (con Rob Miller)                  | 4:38     |  |

Temas incluidos en el EP With the Pantheons Blind
| Japanese edition bonus CD |                                                                                              |          |  |
| N.º                       | Título                                                                                       | Duración |  |
| 1.                        | «Daggers of Black Haze» (con Rob Miller)                                                     | 4:47     |  |
| 2.                        | «The Chasm» (con Per Boder)                                                                  | 3:21     |  |
| 3.                        | «A Labyrinth of Tombs» (feat. Mikael Nox Pettersson)                                         | 3:32     |  |
| 4.                        | «Raped by the Light of Christ (2018)» (regrabación de With Fear I Kiss the Burning Darkness) | 2:57     |  |
| 5.                        | «The Chasm» (demo)                                                                           | 3:21     |  |
| 6.                        | «The Mirror Black» (con Rob Miller)                                                          | 4:38     |  |

## Créditos
At the Gates
- Tomas Lindberg – voz
- Martin Larsson – guitarra eléctrica y acústica
- Jonas Stålhammar – guitarrar, melotrón, segunda voz
- Jonas Björler – bajo, teclado, guitarra acústica, voces adicionales
- Adrian Erlandsson – batería

| Invitados - Andy LaRocque – solo de guitarra en tema 7 - Rob Miller – voz en temas 1 y 5 del CD bonus - Per Boder – voz en tema 2 del CD bonus - Mikael Nox Pettersson – voz en tema 3 del CD bonus - Rajmund Follmann – chelo - Peter Nitsche – contrabajo - Tony Larsson – violín | Producción - Russ Russell – productor, grabación, mezclas, masterización - Tomas Lindberg – productor - Jonas Björler – productor - Per Stålberg – grabación - Olle Björk – grabación - Martin Jacobson – grabación - Costin Chioreanu – arte y diseño - Ester Segarra – fotografía - Patric Ullaeus – vídeo musical |